# Dälek
Dälek (произносится 'Die-a-leck') — американский музыкальный проект из города Ньюарк, штат Нью-Джерси, созданный в середине 1990-х. Основными участниками коллектива стали MC Dälek (вокал и тексты) и Oktopus (музыка). «Далеками» назывались диковинные роботы-инопланетяне из британского научно-фантастического телесериала Доктор Кто, но участники группы родство названия отрицают.
Музыка коллектива является синтезом нескольких музыкальных жанров или, если быть совсем точным, некоторых элементов некоторых жанров. Тут и мрачная индустриальная атмосфера Einstürzende Neubauten, и тяга к шумности My Bloody Valentine, и музыкальные коллажи в духе Public Enemy. Как бы то ни было, в основе саунда группы лежит именно хип-хоп, но дополнительные элементы, используемые группой, делают его настолько необычным, что одно из немногих сравнений, которые можно привести, — это альбом Brotherhood Of The Bomb группы Techno Animal, с которыми они вместе работали над треком «Hell» и 12" пластинкой «Megaton / Classical Homicide». Dälek также часто гастролировали с группами, играющими в различных экспериментальных жанрах, в том числе Godflesh, Isis, Prince Paul, The Melvins, Tool, De La Soul, RJD2, The Young Gods и Lovage.
Вокалист группы в интервью для Chicago Sun-Times прокомментировал музыкальную направленность Dälek следующим образом: «Это чистый хип-хоп, в самом очевидном понимании термина. Если обратить внимание на историческое развитие хип-хопа, то можно обнаружить, что жанр всё время был в поисках нового звука и способов различного влияния. Если бы Afrika Bambaataa в своё время не был под влиянием Kraftwerk, то не записал бы песню Planet Rock. Поэтому, в этом смысле, то, что мы делаем, — самый настоящий хип-хоп».

## Дискография
- Negro Necro Nekros (1998)
- From Filthy Tongue of Gods and Griots (2002)
- Absence (2004)
- Abandoned Language (2007)
- Gutter Tactics (2009)
- Asphalt for Eden (2016)
- Endangered Philosophies (2017)
- Precipice (2022)